# Karel Constantijn van Vienne
Karel (Constantijn) van Vienne (vóór 910 – 962) was de enige zoon van koning Lodewijk de Blinde van Provence, maar was niet in staat om zijn vader op te volgen.
Karel werd in 926 graaf van Vienne, als opvolger van zijn oom Hugo van Arles die koning van Italië werd. In 928 moest hij dat graafschap echter alweer opgeven ten gunste van Herbert II van Vermandois. Toen zijn vader in 929 overleed, riep Hugo (die de werkelijke macht in het koninkrijk Provence had) zichzelf tot koning uit. Hoewel Karel geen functies meer had, bleef hij in Vienne wonen en de grafelijke titel voeren. In 943 zwoer hij trouw aan koning Koenraad van Bourgondië.
Vaak wordt beweerd dat zijn moeder de Byzantijnse prinses Anna, dochter van Leo VI van Byzantium, zou zijn. Hoewel zijn vader wel met Anna verloofd is geweest, is het vrijwel zeker dat het huwelijk niet doorging toen Lodewijk het koninkrijk Italië verloor. Hierdoor was er voor Leo geen voordeel meer bij het huwelijk te behalen en het huwelijk wordt ook niet in eigentijdse bronnen vermeld. Karels moeder was vrijwel zeker Adelheid, een nicht van Rudolf I van Bourgondië.
Karel was getrouwd met Theutberga van Troyes (geb. ca. 900), dochter van Werner van Sens (ca. 875 - 6 december 924) en Theutberga van Arles (ca. 885 - voor september 948). Werner was burggraaf van Sens en graaf van Troyes en sneuvelde in gevechten tegen "heidenen". Theutberga was een dochter van Theobald van Arles en Bertha van Lotharingen (863 - 8 maart 925), buitenechtelijke dochter van Lotharius II bij Waldrada.
Karel en Theutberga kregen de volgende kinderen:
- Richard
- Hubert, mogelijk dezelfde als graaf Humbert van Belley
- Constantia, gehuwd met Bosso II van Arles